# کلاینیدسهایم
کلاینیدسهایم (به آلمانی: Kleinniedesheim) یک شهر در آلمان است که در راین-پفلاتس-کرایس واقع شده‌است. کلاینیدسهایم ۹۰۴ نفر جمعیت دارد.